# Johann Christian Hertel
Johann Christian Hertel (* 25. Juni 1697 oder 1699 in Oettingen; † Oktober 1754 in Strelitz) war ein deutscher Komponist, Violinist und Gambenvirtuose.

## Leben
Hertel wurde als einziger Sohn eines Fürstlich Oettingischen und späteren Sachsen-Merseburgischen Kapellmeisters geboren. Er erlernte autodidaktisch Violine und beim Merseburger Hoforganisten Kaufmann Klavier. Nach einem abgebrochenen Theologiestudium in Halle (Saale) reiste er mit Hilfe eines Stipendiums des merseburgischen Herzogs Moritz Wilhelm nach Darmstadt zu Ernst Christian Hesse und studierte bei ihm Viola da Gamba. Von 1718 bis 1741 war er Konzertmeister in Eisenach, von 1742 bis zu deren Auflösung 1753 Konzertmeister der Herzoglich mecklenburg-strelitzschen Hofkapelle in Neustrelitz, als Nachfolger von Johann Georg Linike. Als Gambist bereiste er unter anderem Dresden, Kassel, Weimar, Braunschweig, Meiningen, Gotha und Berlin. Seine Kompositionen umfassten neben Orchester- und Kammermusik viele Sonaten für Violine und Viola da Gamba, sie sind aber größtenteils verschollen oder blieben ungedruckt.
Johann Christian Hertel ist Vater des Komponisten Johann Wilhelm Hertel.